# Comenduno
Comenduno [komenˈduːno] (Comendü [komɛnˈdy] in dialetto bergamasco) è una frazione del comune di Albino, in provincia di Bergamo.

## Geografia fisica

### Territorio

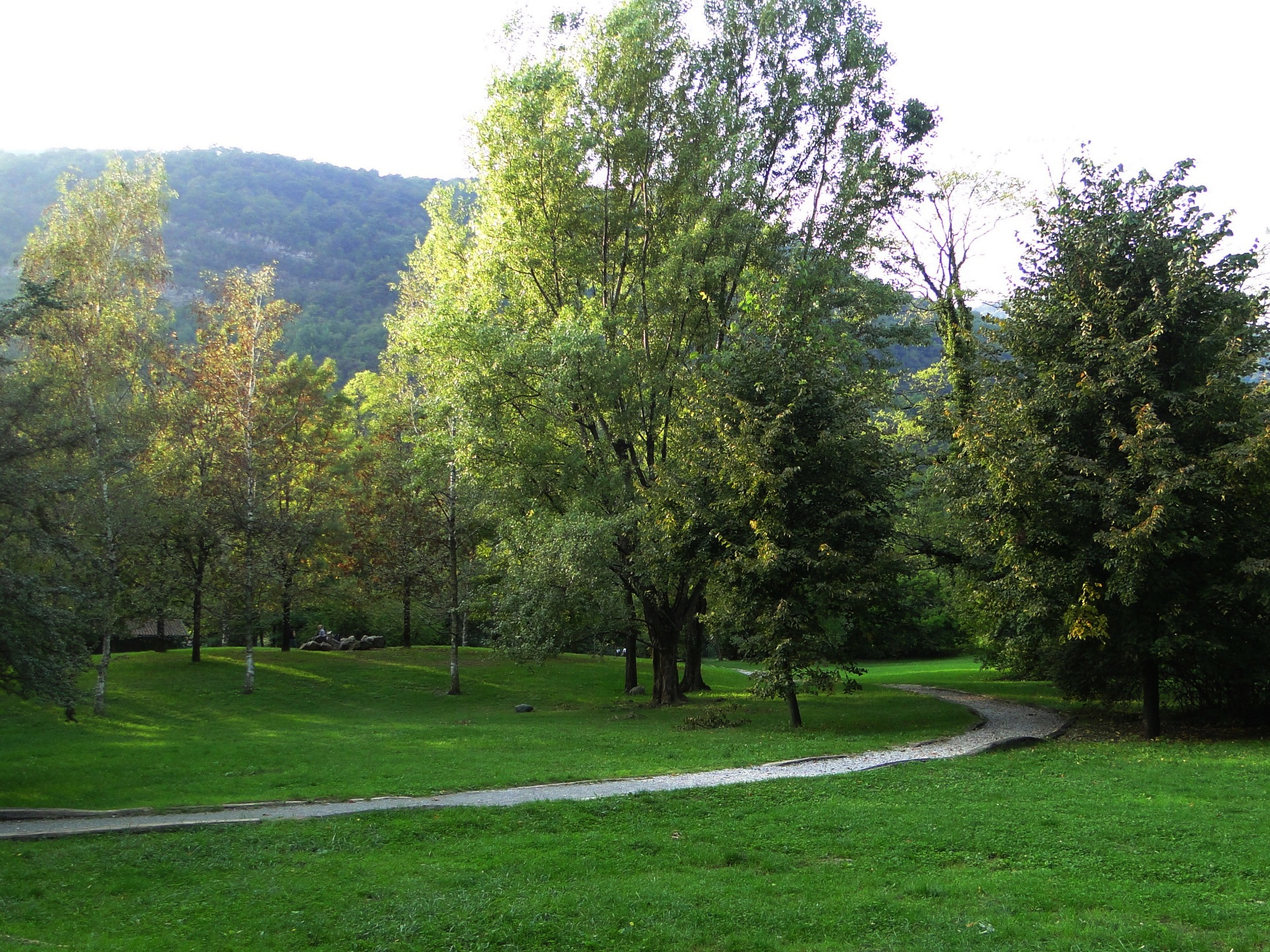
Area naturalistica Prato alto

Situato sul versante orografico destro della val Seriana, occupa l'estremità Nord del territorio comunale di Albino.
È delimitato da Nord-Ovest a Nord-Est dal monte Rena, che lo sovrasta e lo divide amministrativamente dal comune di Aviatico, ad Ovest da Bondo Petello, a Sud-Ovest da Desenzano al Serio ed a Sud-Est dal corso del fiume Serio, che segna anche il confine comunale di Cene.
Il nucleo abitativo, ormai fuso in un'unica soluzione di continuità con Desenzano ed il capoluogo Albino, si sviluppa a monte della strada SP 35, fino al 2007 principale arteria viaria della valle, con il piccolo centro storico e la zona residenziale abbarbicati sui primi rilievi.
A valle della strada, che corre parallela al fiume Serio, sono collocate quasi esclusivamente attività artigianali, commerciali ed industriali, ai margini delle quali corrono le rogge roggia Comenduna e Honegger e la Ciclovia della Valle Seriana.

## Storia
I primi insediamenti umani sul territorio sono riconducibili al V secolo a.C., come si evince dal toponimo che possiede il suffisso -dun, di chiara matrice celtica. Questo, riscontrato anche in altre località della provincia di Bergamo, sta ad indicare un luogo posto in prossimità di un'altura. Conseguentemente la teoria più accreditata riguardo all'origine del toponimo è quella che lo ricondurrebbe alla presenza di un comando militare, probabilmente di una guarnigione di Galli Cenomani, posto su un'altura.
Un'altra teoria, perorata dall'Olivieri, vedrebbe il nome derivare da Comenidunum, che indicherebbe la presenza di un fortilizio di proprietà di tale Cominius.

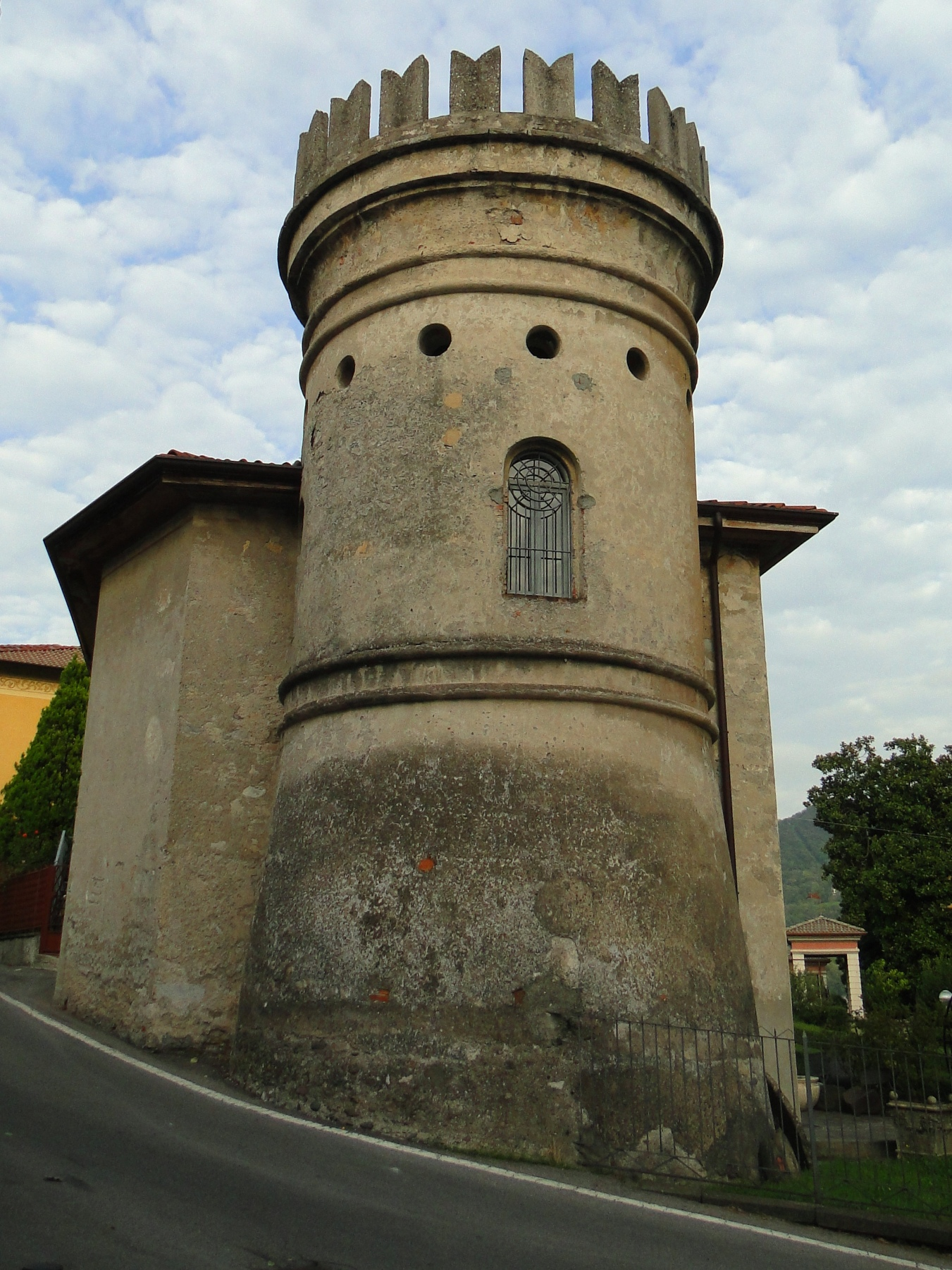
La torre di Comenduno

I secoli successivi videro l'arrivo della dominazione romana. Di questo periodo sul territorio comendunese sono stati ritrovati importanti reperti in quella che, un tempo chiamata via Fosca, attualmente prende il nome di via Sant'Alessandro. Dai primi ritrovamenti occasionali, avvenuti nel 1845, si arrivò ad una vera e propria ricerca coordinata che, nel 1880, portò alla luce una necropoli databile attorno al III secolo. In questa emersero nove tombe, una zona adibita a cremazione, ed una serie di monili ed oggetti appartenuti ai defunti, con ben 73 monete, alcune custodite presso il museo di Bergamo, altre andate perse.
Il primo documento in cui è citato il nome del paese risale al 1084, quando tale Andrea di Comenduno ricevette 23 soldi da Ariberto Mauroni per un campo posto nella pianura attorno a Calcinate.
In quel periodo la zona apparteneva al Sacro Romano Impero che lo infeudò al Vescovo di Bergamo.
Ben presto però gli abitanti riuscirono a sottrarsi al giogo feudale, ottenendo l'autonomia amministrativa, raggiunta già nel XII secolo. Il comune, retto da un console eletto annualmente dall'assemblea pubblica, venne inserito nel distretto della Facta della Porta di san Lorenzo, con un territorio che corrispondeva all'attuale censuario con l'aggiunta di Bruseto, un'exclave in territorio di Bondo Petello.
Tra le competenze comunali vi era anche la gestione del territorio: a tal riguardo il comune permise la costruzione, avvenuta tra il XIII ed il XIV secolo, del canale artificiale denominato roggia Comenduna, tuttora esistente. Questa era dotata di bocche di presa che attingevano al corso del fiume Serio nella zona a Nord dell'abitato e veniva utilizzata sia per soddisfare i bisogni irrigui della zona sia per garantire la portata alla roggia Serio Grande, che prendeva vita alcuni chilometri più a valle.
Tuttavia il Medioevo fu anche un periodo di forte instabilità sociale e politica. Gli abitanti, schieratisi con la fazione guelfa, si trovarono al centro di numerosi episodi che li videro contrapposti ai ghibellini, tanto che nel borgo sorsero numerosi edifici difensivi fortificati.
Cronache risalenti alla fine del XVIII secolo raccontano come Comenduno fosse considerata una sorta di avamposto fortificato della città di Bergamo, la quale impose la costruzione di un castello, del quale oggi non è giunta traccia, già verso la fine del X secolo.
Nel borgo le famiglie più rappresentative (Bonardi, Rivola, Colleoni), si opposero agli interessi che i Suardi possedevano nella zona, spesso unendosi alle famiglie guelfe di Albino e Desenzano.
Gli scontri raggiunsero l'apice della recrudescenza nel 1378 quando, il 25 maggio, gran parte del paese venne bruciato da attacchi ghibellini, ed il 21 giugno, quando vennero uccisi 14 uomini.
Le cronache raccontano anche di esponenti delle famiglie comendunesi presenti a rappresaglie ed attacchi a paesi limitrofi della valle, fra questi Bugatto Comenduno.
Nel XV secolo, con l'avvento della Repubblica di Venezia, si arrivò alla definitiva pacificazione sociale.
La Serenissima decise infatti di eliminare tutte le fortificazioni esistenti, che vennero quindi demolite oppure riconvertite come abitazioni, dando il via ad un periodo di tranquillità in cui l'intera zona riprese a prosperare. Si svilupparono i commerci e vi fu nuovo impulso per l'agricoltura (frumento e granoturco su tutte) e l'allevamento.
In quel periodo l'istituzione comunale di Comenduno, che nel 1596 contava 260 abitanti, era inserita nel distretto della valle Seriana inferiore, ed era retta da due sindaci ed un console, eletti dal consiglio generale, e gestiva beni territoriali e demaniali congiuntamente ai limitrofi borghi di Albino e Desenzano.

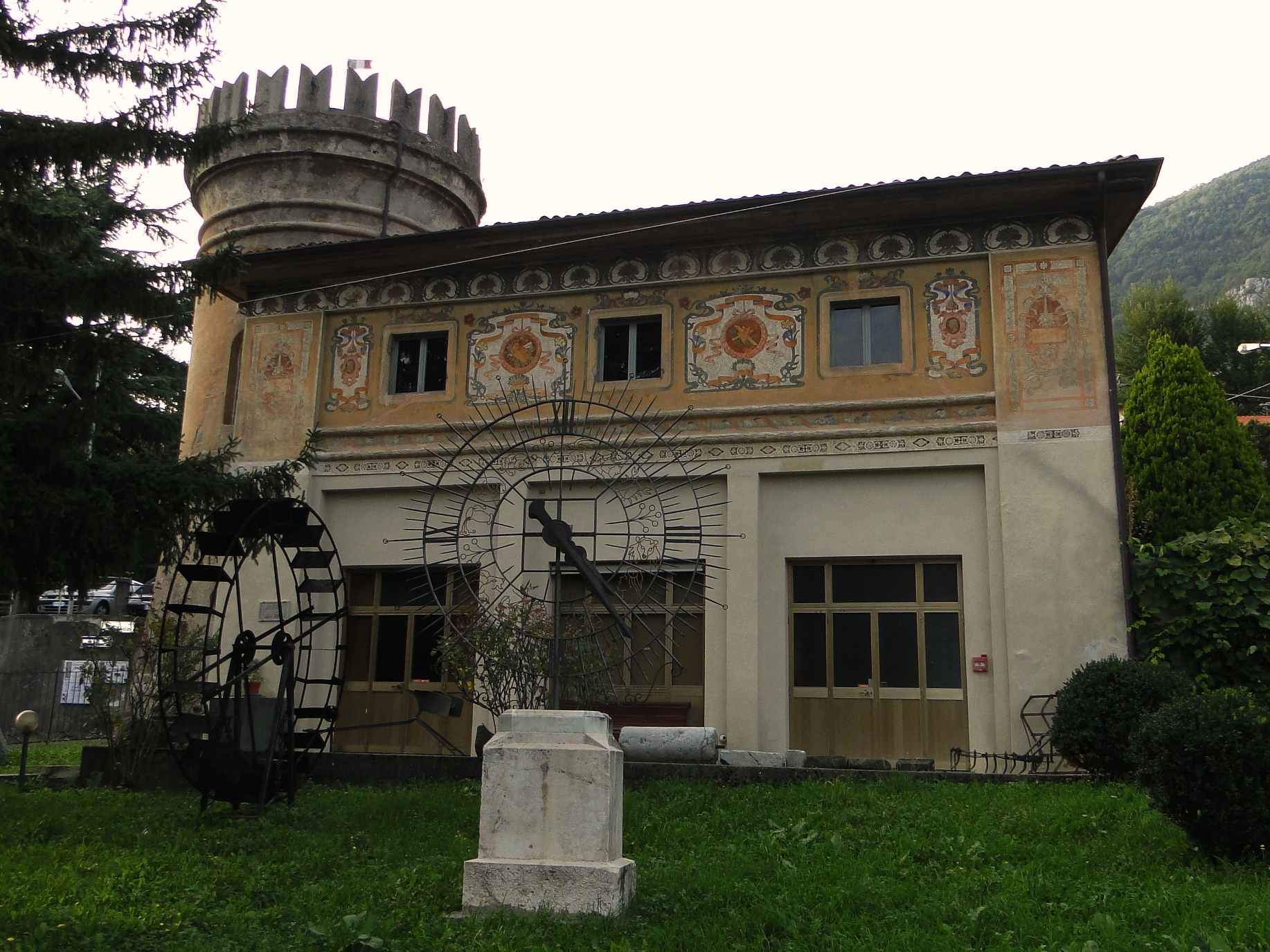
Il museo etnografico

Contestualmente alla caduta della Repubblica di Venezia, alla quale nel 1797 subentrò la napoleonica Repubblica Cisalpina, si verificò la revoca dell'autonomia amministrativa.  I nuovi dominatori, nell'ambito di un'ampia ristrutturazione delle autonomie locali, aggregarono il borgo a Desenzano, al quale Comenduno fece riferimento fino al 1928, quando entrambi confluirono nel comune di Albino.
Anche in ambito religioso il riferimento fu Desenzano, con la chiesa di san Pietro utilizzata come parrocchiale per le principali funzioni dei due paesi fino al 1917, anno in cui anche Comenduno venne elevato al rango di parrocchia autonoma.
Nella seconda parte del XX secolo la zona visse, al pari dei paesi circostanti, un importante sviluppo residenziale, verso monte, ed industriale, nell'area pianeggiante nei pressi del fiume Serio.
Contestualmente il paese subì un vero e proprio assedio da parte del traffico, essendo la strada SP35 la principale arteria di scorrimento dell'intera valle.
Soltanto il 1º giugno 2007 questo problema venne risolto con l'apertura del tratto Albino-Cene della nuova strada di scorrimento, esterna all'abitato, che collega la valle all'asse interurbano presso Seriate attraverso le gallerie scavate sotto il colle di Gavarno.
Questa ha permesso di ridurre di ben il 58% il traffico nel centro abitato, permettendo una maggior vivibiltà agli abitanti.

## Luoghi d'interesse

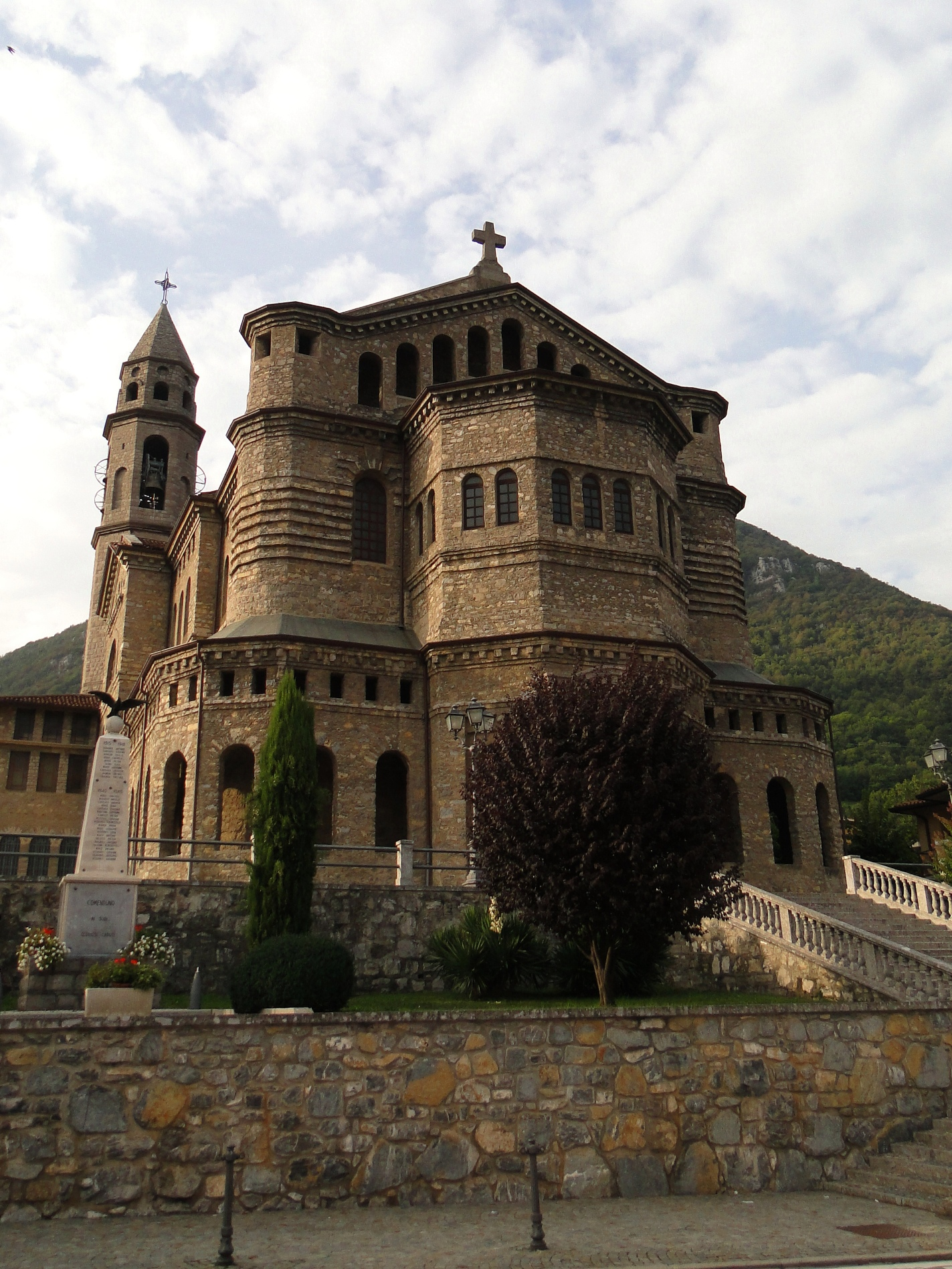
La chiesa parrocchiale di Cristo Re

In ambito religioso si segnala la chiesa parrocchiale che, dedicata a Cristo Re, raccoglie attorno a sé il piccolo centro storico. Edificata nel 1928 su progetto dell'architetto Camillo Galizzi, ha uno stile che miscela elementi gotici, romanici e classici. La struttura è costituita da una navata principale con attaccato il presbiterio, con quattro cappellette e numerose trifore lungo tutto il perimetro. All'esterno vi è un portico che cinge sui due lati il vestibolo ottagonale e il campanile, costruito nel 1954.
Di notevole pregio è anche la piccola chiesa di santa Maria. Situata a pochi metri dalla parrocchiale, venne fatta costruire nel 1351. Risistemata nel 1906 e nel 1976, possiede una serie di affreschi, di scuola bergamasca eseguiti da artisti sconosciuti, databili ad un periodo prossimo alla fine del XV secolo.
Altro luogo di rilievo è il museo etnografico, situato nella comunale Villa Regina Pacis ed inaugurato Il 13 settembre 1992. Questo si prefigge l'obbiettivo di illustrare, tramite un percorso didattico, la civiltà rurale e contadina tipica degli abitanti della valle fino alla prima metà del XX secolo. Il museo, che dispone anche di una raccolta di orologi da torre prodotti ad Albino, è aperto la domenica dalle 10 alle 12, mentre negli altri giorni è visitabile su richiesta.

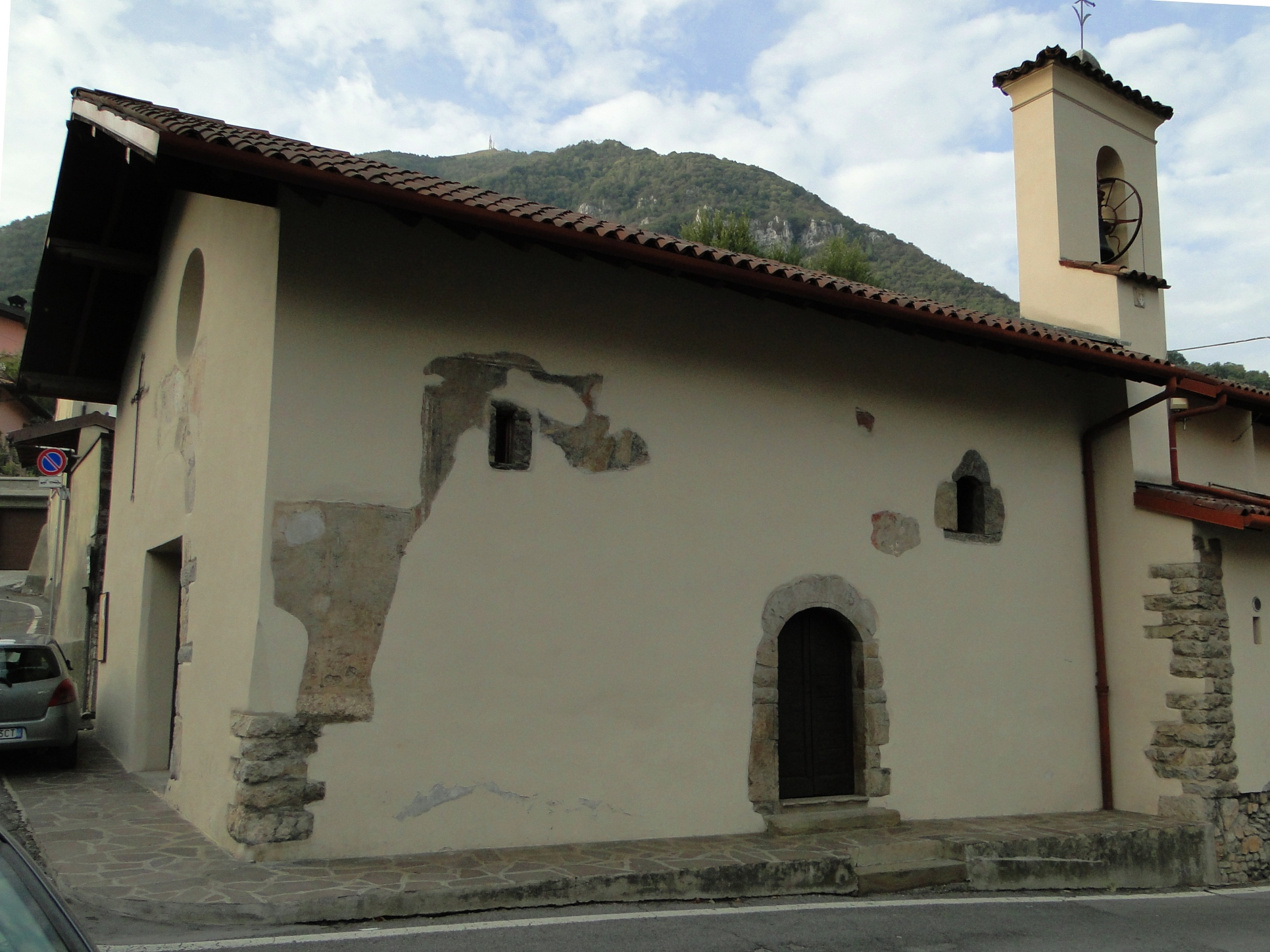
La chiesetta di santa Maria

Le alture attorno a Comenduno presentano un contesto naturalistico molto suggestivo: numerosi sono infatti gli itinerari che gli abitanti sono soliti a frequentare. I principali sono le tracce, contrassegnate con il segnavia del CAI numero 537 e 538, che partono direttamente da Comenduno e si arrampicano sulle pendici del monte Rena. La prima raggiunge prima il santuario della Madonna di Petello e poi i piccoli borghi di Amora ed Ama, frazioni di Aviatico; la seconda invece tocca il Col del Batès, propaggine panoramica sulla media valle, e termina a Ganda, altra frazione di Aviatico.

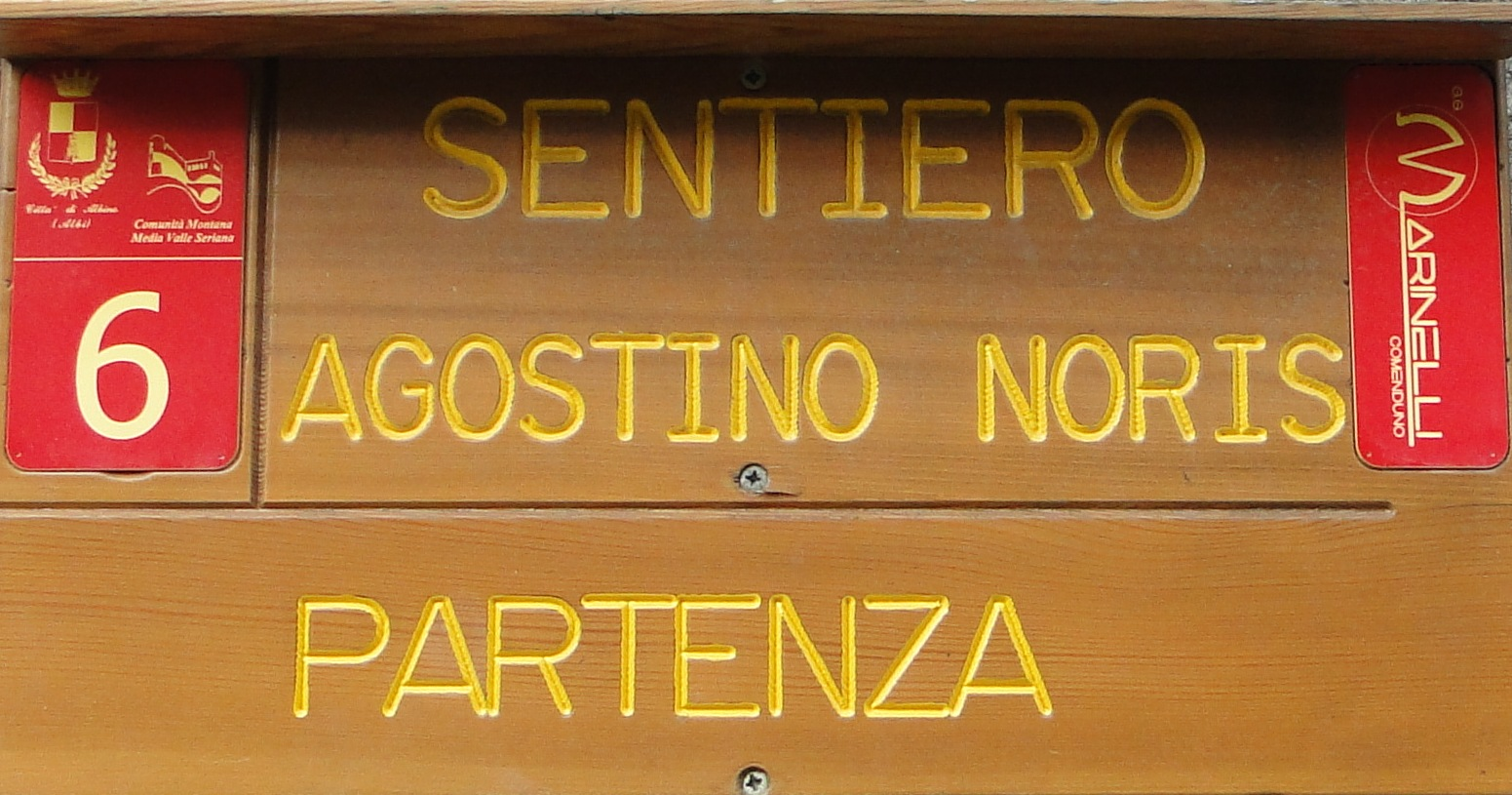
Il sentiero Agostino Noris

Un altro importante percorso è il sentiero didattico intitolato ad Agostino Noris che, indicato con il segnavia numero 6, presenta aspetti di interesse in ambito geologico, naturalistico, architettonico ed è accessibile anche ai disabili.
Questo si sviluppa per sei chilometri interamente in territorio comendunese: parte dalla piccola chiesa di Santa Maria e tocca la “Cappella degli Alpini”, le “Grotte di Petello”, la “Madonnina del Narciso”, la “Croce di San Luigi”, le località “Pradèl” e “Merà”, per scendere poi lungo la “Valle del Cornello” e terminare presso il parco pubblico “Enzo Martinelli”, recentemente riqualificato.
Inoltre è d'obbligo citare la Ciclovia della Valle Seriana che si sviluppa lungo il corso del fiume Serio. Questa offre passeggiate e pedalate nella natura, lontano da traffico ed inquinamento, permettendo la riscoperta e la valorizzazione di spazi un tempo abbandonati all'incuria. Ad essa è collegata l'area Prato Alto, una zona di circa 40.000 metri quadrati di notevole importanza naturalistica.
Accessibile al pubblico tutto l'anno, conserva quella che un tempo era l'originale copertura forestale della zona lungo il corso del fiume Serio.